# Анна Елеонора фон Хесен-Дармщат
Анна Елеонора фон Хесен-Дармщат (на немски: Anna Eleonore von Hessen-Darmstadt; * 30 юли 1601, Дармщат; † 6 май 1659, дворец Херцберг) от род Дом Хесен (Линия Хесен-Дармщат), е ландграфиня от Хесен-Дармщат и чрез женитба херцогиня на Брауншвайг–Люнебург и от 1634 г. княгиня на Каленберг.

## Живот
Тя е втората дъщеря на ландграф Лудвиг V (1577 – 1626) от род Дом Хесен и съпругата му Магдалена фон Бранденбург (1582 – 1616), дъщеря на курфюрст Йохан Георг фон Бранденбург.
Анна Елеонора се омъжва в Дармщат на 14 декември 1617 г. за херцог Георг фон Брауншвайг-Люнебург (1582 – 1641) от род Велфи (Нов Дом Люнебург), херцог на Брауншвайг и Люнебург от 1634 г. княз на Каленберг. Те са прародители на днешната линия. Херцогът определя в завещанието си своята съпруга заедно с брат си Фридрих IV и зет си Йохан за опекуни на синовете им. Вдовицата Анна Елеонора дава на брат си Йохан главното командване на войската на Брауншвайг-Люнебург.
Анна Елеонора живее до смъртта си във вдовишкия си дворец Херцберг, където са родени всичките ѝ деца. Затова е смятана за люлката на английската кралска фамилия.
Анна Елеонора е погребана в княжеската гробница в църквата „Св. Мария“ в Целе.

## Деца
Анна Елеонора и Георг фон Брауншвайг-Люнебург имат децата:
- Христиан Лудвиг (1622 – 1665), упр. 1641 – 1648 в Хановер, 1648 – 1665 в Целе
- Георг Вилхелм (1624 – 1705), упр. 1648 – 65 в Хановер, 1665 – 1705 в Целе
- Йохан Фридрих (1625 – 1679), упр. 1665 – 1679 в Хановер
- Ернст Август (1629 – 1698), упр. 1679 – 1698 в Хановер, от 1692 като курфюрст
- София Амалия (1628 – 1685), омъжена за Фридрих III, крал на Дания